# Coupe Spengler 2012
Navigation
Édition précédente Édition suivante
La Coupe Spengler 2012 est la 86e édition de la Coupe Spengler. Elle se déroule du 26 au 31 décembre 2012 à Davos, en Suisse, et est remportée l'équipe du Canada, composée de Canadiens jouant en Europe.

## Modus
Les six équipes participantes sont d'abord réparties en deux poules de trois, le groupe Torriani et le groupe Cattini. Chacune des équipes rencontre ses deux autres adversaires. La première équipe de chaque groupe est directement qualifiée pour les demi-finales. Les quatre autres équipes disputent des « pré-demi-finales », durant lesquelles le deuxième du groupe Cattini rencontre le troisième du groupe Torriani, et inversement. Le vainqueur de chacune de ces pré-demi-finales est qualifié pour les demi-finales. Les deux équipes victorieuses s'affrontent en finale, le 31 décembre, à midi.

## Équipes participantes
- HC Davos (équipe hôte)
- Canada
- Adler Mannheim
- HC Fribourg-Gottéron
- HC Vítkovice Steel
- Salavat Ioulaïev Oufa[2]

La répartition des six équipes en deux groupes de trois est déterminée le 24 août 2012. À cause du lock-out de la Ligue nationale de hockey, plusieurs équipes sont renforcées par la présence de joueurs venant de cette ligue, notamment l'équipe canadienne.

## Arbitres
| Arbitres          | Juges de ligne    |
| ----------------- | ----------------- |
| Graham Skilliter  | Roger Arm         |
| Daniel Piechaczek | Nicolas Fluri     |
| Antonín Jeřábek   | Andreas Kohler    |
| Brent Reiber      | Joris Müller      |
| Stéphane Rochette | Michaël Tscherrig |

## Phase de groupe

### Groupe Torriani
| Clt   | Équipe                | PJ | V | VP | D | DP | BP | BC | Pts |
| ----- | --------------------- | -- | - | -- | - | -- | -- | -- | --- |
| +001, | HC Vítkovice Steel    | 2  | 1 | 0  | 0 | 1  | 6  | 6  | 4   |
| +002, | HC Fribourg-Gottéron  | 2  | 1 | 0  | 1 | 0  | 6  | 3  | 3   |
| +003, | Salavat Ioulaïev Oufa | 2  | 0 | 1  | 1 | 0  | 6  | 9  | 2   |

- Qualifié pour les demi-finales
- Qualifiés pour les pré demi-finales

Grâce à ses quatre points, le HC Vítkovice Steel se qualifie directement pour les demi-finales. Le HC Fribourg-Gottéron et le Salavat Yulaev Ufa doivent passer par les pré-demi-finales.
| 26 décembre 2012 | HC Fribourg-Gottéron | 5-1 (0-1, 2-0, 3-0) | Salavat Ioulaïev Oufa | Vaillant Arena 6 504 spectateurs |

| Feuille de match | Feuille de match | Feuille de match        | Feuille de match                   | Feuille de match                               |
| ---------------- | --- | ----------------------- | ---------------------------------- | ---------------------------------------------- |
|                  | Plüss (Bykov, Sprunger) — 25 min 20 s Mauldin — 26 min 45 s (IN) Bykov (Talbot, Hörnqvist) — 49 min 30 s Sprunger (Gervais) — 53 min 11 s Knoepfli (Talbot) — 56 min 22 s (SN) | 0–1 1–1 2–1 3–1 4–1 5–1 | Mirnov (Koltsov) — 15 min 6 s (SN) | Arbitrage : Daniel Piechaczek Graham Skilliter |
| Benjamin Conz    | Gardiens | Iiro Tarkki             |                                    | Arbitrage : Daniel Piechaczek Graham Skilliter |
| 12 min           | Pénalités | 16 min                  |                                    | Arbitrage : Daniel Piechaczek Graham Skilliter |
| 35               | Tirs | 32                      |                                    | Arbitrage : Daniel Piechaczek Graham Skilliter |

| 27 décembre 2012 | HC Vítkovice Steel | 4-5 (pr) (2-1, 2-2, 0-1, 0-1) | Salavat Ioulaïev Oufa | Vaillant Arena 6 504 spectateurs |

| Feuille de match | Feuille de match | Feuille de match                    | Feuille de match | Feuille de match                           |
| ---------------- | --- | ----------------------------------- | --- | ------------------------------------------ |
|                  | Huna (Svacina, Roman) — 6 min 17 s Huna (Kucsera, Roman) — 10 min Roman (Svacina, Huna) — 21 min 12 s Svacina (Szturc) — 26 min 43 s | 1–0 2–0 2–1 3–1 3–2 4–2 4–3 4–4 4–5 | Zinoviev (Khlystov, Filatov) — 14 min 42 s Mirnov (Moussatov) — 23 min 56 s Zinoviev (Khlystov) — 34 min 9 s Filatov (Khlystov) — 40 min 36 s Koltsov (Pihlstrom, Kaïgorodov) — 60 min 12 s | Arbitrage : Daniel Piechaczek Brent Reiber |
| Roman Malek      | Gardiens | Iiro Tarkki                         | | Arbitrage : Daniel Piechaczek Brent Reiber |
| 12 min           | Pénalités | 6 min                               | | Arbitrage : Daniel Piechaczek Brent Reiber |
| 25               | Tirs | 33                                  | | Arbitrage : Daniel Piechaczek Brent Reiber |

| 28 décembre 2012 | HC Fribourg-Gottéron | 1-2 (0-1, 0-1, 1-0) | HC Vítkovice Steel | Vaillant Arena 6,504 spectateurs |

| Feuille de match | Feuille de match               | Feuille de match | Feuille de match                                       | Feuille de match                               |
| ---------------- | ------------------------------ | ---------------- | ------------------------------------------------------ | ---------------------------------------------- |
|                  | Sprunger (Bykov) — 44 min 39 s | 0–1 0–2 1–2      | Szturc (Hruska, Malik) — 8 min 50 s Huna — 21 min 45 s | Arbitrage : Stéphane Rochette Graham Skilliter |
| Cory Schneider   | Gardiens                       | Filip Sindelar   |                                                        | Arbitrage : Stéphane Rochette Graham Skilliter |
| 8 min            | Pénalités                      | 12 min           |                                                        | Arbitrage : Stéphane Rochette Graham Skilliter |
| 39               | Tirs                           | 17               |                                                        | Arbitrage : Stéphane Rochette Graham Skilliter |

### Groupe Cattini
| Clt   | Équipe         | PJ | V | VP | D | DP | BP | BC | Pts |
| ----- | -------------- | -- | - | -- | - | -- | -- | -- | --- |
| +001, | Canada         | 2  | 1 | 0  | 0 | 1  | 6  | 2  | 4   |
| +002, | HC Davos       | 2  | 1 | 0  | 1 | 0  | 6  | 7  | 3   |
| +003, | Adler Mannheim | 2  | 0 | 1  | 1 | 0  | 4  | 7  | 2   |

- Qualifié pour les demi-finales
- Qualifiés pour les pré demi-finales

Grâce à ses quatre points, l'équipe du Canada se qualifie directement pour les demi-finales. Le HC Davos et l'Adler Mannheim doivent passer par les pré-demi-finales.
| 26 décembre 2012 | Canada | 1-2 (pr) (0-1, 0-0, 1-0, 0-1) | Adler Mannheim | Vaillant Arena 6 504 spectateurs |

| Feuille de match | Feuille de match                              | Feuille de match | Feuille de match                                                                     | Feuille de match                              |
| ---------------- | --------------------------------------------- | ---------------- | ------------------------------------------------------------------------------------ | --------------------------------------------- |
|                  | Seguin (Bergeron, Ritchie) — 50 min 30 s (SN) | 0–1 1–1 1–2      | 15:54 – Mitchell (Wagner, MacDonald) — 15 min 54 s (SN) Pominville (Wagner) — 63 min | Arbitrage : Antonín Jeřábek Stéphane Rochette |
| Jonathan Bernier | Gardiens                                      | Dennis Endras    |                                                                                      | Arbitrage : Antonín Jeřábek Stéphane Rochette |
| 10 min           | Pénalités                                     | 12 min           |                                                                                      | Arbitrage : Antonín Jeřábek Stéphane Rochette |
| 35               | Tirs                                          | 21               |                                                                                      | Arbitrage : Antonín Jeřábek Stéphane Rochette |

| 27 décembre 2012 | HC Davos | 0-5 (0-2, 0-2, 0-1) | Canada | Vaillant Arena 6 504 spectateurs |

| Feuille de match | Feuille de match | Feuille de match    | Feuille de match | Feuille de match                             |
| ---------------- | ---------------- | ------------------- | --- | -------------------------------------------- |
|                  |                  | 0–1 0–2 0–3 0–4 0–5 | Tavares (Spezza, Gagner) — 9 min 16 s (SN) Smyth (Williams, Seguin) — 10 min 1 s Ritchie (Kinrade, Holden) — 25 min 2 s (IN) Ritchie (Roche) — 32 min 23 s (SN) Williams (Duchene) — 54 min 1 s | Arbitrage : Graham Skilliter Antonín Jeřábek |
| Reto Berra       | Gardiens         | Devan Dubnyk        | | Arbitrage : Graham Skilliter Antonín Jeřábek |
| 16 min           | Pénalités        | 10 min              | | Arbitrage : Graham Skilliter Antonín Jeřábek |
| 25               | Tirs             | 41                  | | Arbitrage : Graham Skilliter Antonín Jeřábek |

| 28 décembre 2012 | Adler Mannheim | 2-6 (1-0, 1-3, 0-3) | HC Davos | Vaillant Arena 6 504 spectateurs |

| Feuille de match | Feuille de match                                        | Feuille de match                | Feuille de match | Feuille de match                         |
| ---------------- | ------------------------------------------------------- | ------------------------------- | --- | ---------------------------------------- |
|                  | Seidenberg — 3 min 18 s Kettemer (Glumac) — 23 min 11 s | 1–0 2–0 2–1 2–2 2–3 2–4 2–5 2–6 | Corvi (Thornton) — 24 min 15 s Wieser (Back, Steinmann) — 28 min 45 s (SN) Wieser — 31 min 14 s Eriksson (Tatíček, Sýkora) — 40 min 54 s Hofmann (Sýkora, Forster) — 48 min 28 s Alatalo (Thornton) — 50 min 7 s | Arbitrage : Antonín Jeřábek Brent Reiber |
| Dennis Endras    | Gardiens                                                | Leonardo Genoni                 | | Arbitrage : Antonín Jeřábek Brent Reiber |
| 2 min            | Pénalités                                               | 2 min                           | | Arbitrage : Antonín Jeřábek Brent Reiber |
| 34               | Tirs                                                    | 34                              | | Arbitrage : Antonín Jeřábek Brent Reiber |

## Phase à élimination directe

### Quarts de finale
| 29 décembre 2012 | HC Fribourg-Gottéron | 5-2 (1-0, 2-1, 2-1) | Adler Mannheim | Vaillant Arena 6 504 spectateurs |

| Feuille de match | Feuille de match | Feuille de match            | Feuille de match                                                            | Feuille de match                           |
| ---------------- | --- | --------------------------- | --------------------------------------------------------------------------- | ------------------------------------------ |
|                  | Mauldin — 2 min 57 s (IN) Plüss (Bykov, Sprunger) — 21 min 3 s (SN) Talbot (Mauldin, Desharnais) — 34 min 50 s Dubé (Desharnais, Hörnqvist) — 49 min 7 s (SN) Sprunger (Bykov) — 56 min 4 s | 1–0 2–0 2–1 3–1 3–2 4–2 5–2 | Mauer (Lehoux, Kink) — 29 min 18 s Plachta (El-Sayed, Wagner) — 45 min 29 s | Arbitrage : Brent Reiber Stéphane Rochette |
| Benjamin Conz    | Gardiens | Felix Bruckmann             |                                                                             | Arbitrage : Brent Reiber Stéphane Rochette |
| 4 min            | Pénalités | 6 min                       |                                                                             | Arbitrage : Brent Reiber Stéphane Rochette |
| 26               | Tirs | 24                          |                                                                             | Arbitrage : Brent Reiber Stéphane Rochette |

| 29 décembre 2012 | HC Davos | 7-5 (5-1, 2-2, 0-2) | Salavat Ioulaïev Oufa | Vaillant Arena 6 504 spectateurs |

| Feuille de match | Feuille de match | Feuille de match                                    | Feuille de match | Feuille de match                              |
| ---------------- | --- | --------------------------------------------------- | --- | --------------------------------------------- |
|                  | Marha (Bürgler) — 2 min 2 s Eriksson — 3 min 24 s Thornton (Bürgler) — 6 min 57 s Alatalo — 15 min 9 s Sýkora — 16 min 29 s (SN) Kane (Tatíček, Alatalo) — 26 min 58 s (SN) Kane (Eriksson) — 29 min 28 s | 1–0 1–1 2–1 3–1 4–1 5–1 5–2 5–3 6–3 7–3 7–4 7–5     | Moussatov (Choulakov, Atiouchov) — 2 min 10 s Svitov (Parchine) — 20 min 58 s Parchine (Pankov, Svitov) — 26 min 8 s (SN) Pihlstrom (Mirnov) — 45 min 30 s (SN) Mirnov (Koltsov) — 53 min 28 s (SN) | Arbitrage : Antonín Jeřábek Daniel Piechaczek |
| Leonardo Genoni  | Gardiens | Iiro Tarkki (9:28, 2e), Vadim Tarassov (15:09, 1re) | | Arbitrage : Antonín Jeřábek Daniel Piechaczek |
| 18 min           | Pénalités | 18 min                                              | | Arbitrage : Antonín Jeřábek Daniel Piechaczek |
| 32               | Tirs | 33                                                  | | Arbitrage : Antonín Jeřábek Daniel Piechaczek |

### Demi-finales
| 30 décembre 2012 | Canada | 5-1 (1-0, 2-1, 2-0) | HC Fribourg-Gottéron | Vaillant Arena 6 504 spectateurs |

| Feuille de match | Feuille de match | Feuille de match                         | Feuille de match                                       | Feuille de match                                |
| ---------------- | --- | ---------------------------------------- | ------------------------------------------------------ | ----------------------------------------------- |
|                  | Spezza (Colaiacovo, Tavares) — 16 min 32 s (SN) Pouliot (Ritchie, DuPont) — 22 min 47 s Duchene — 36 min 5 s (IN) Colaiacovo (Duchene) — 46 min 25 s Duchene (Williams) — 54 min 34 s | 1-0 2–0 3–0 3–1 4–1 5–1                  | Kwiatkowski (Desharnais, Hörnqvist) — 36 min 29 s (SN) | Arbitrage : Daniel Piechaczek Stéphane Rochette |
| Devan Dubnyk     | Gardiens | Cory Schneider Benjamin Conz (11:08, 3e) |                                                        | Arbitrage : Daniel Piechaczek Stéphane Rochette |
| 26 min           | Pénalités | 10 min                                   |                                                        | Arbitrage : Daniel Piechaczek Stéphane Rochette |
| 33               | Tirs | 26                                       |                                                        | Arbitrage : Daniel Piechaczek Stéphane Rochette |

| 30 décembre 2012 | HC Vítkovice Steel | 4-5 (0-1, 2-2, 2-2) | HC Davos | Vaillant Arena 6 504 spectateurs |

| Feuille de match | Feuille de match | Feuille de match                    | Feuille de match | Feuille de match                          |
| ---------------- | --- | ----------------------------------- | --- | ----------------------------------------- |
|                  | Klimek (Burger) — 27 min 31 s Kudelka (Sloboda) — 31 min 9 s Szturc (Walker, Hruska) — 42 min 42 s Hruska (Roman) — 54 min 37 s | 0–1 1–1 1–2 2–2 2–3 3–3 3–4 4–4 4–5 | Kane — 11 min 48 s Hofmann (Sýkora, von Arx) — 31 min 45 s Bürgler (Marha) — 36 min 2 s Thornton (Tatíček) — 46 min 28 s Kane (Joggi) — 59 min 48 s | Arbitrage : Brent Reiber Graham Skilliter |
| Filip Sindelar   | Gardiens | Reto Berra                          | | Arbitrage : Brent Reiber Graham Skilliter |
| 4 min            | Pénalités | 4 min                               | | Arbitrage : Brent Reiber Graham Skilliter |
| 40               | Tirs | 35                                  | | Arbitrage : Brent Reiber Graham Skilliter |

### Finale
| 31 décembre 2012 | Canada | 7-2 (3-1, 2-0, 2-1) | HC Davos | Vaillant Arena 6 504 spectateurs |

| Feuille de match | Feuille de match | Feuille de match                       | Feuille de match                                             | Feuille de match                              |
| ---------------- | --- | -------------------------------------- | ------------------------------------------------------------ | --------------------------------------------- |
|                  | Bergeron (Gagner) — 46 s Walser (Demers, Bergeron) — 3 min 14 s (SN) Smyth (Bergeron) — 9 min 7 s (IN) Smyth (Bergeron, DuPont) — 21 min 34 s Tavares (Walser, Gagner) — 30 min 24 s (SN) Spezza — 40 min 24 s Tavares (Spezza) — 49 min 36 s (IN) | 1–0 2–0 3–0 3–1 4–1 5–1 6–1 7–1 7-2    | 17:19 – Bürgler (Thornton, Schneeberger) 17:29 - Diaz (Kane) | Arbitrage : Daniel Piechaczek Antonín Jeřábek |
| Devan Dubnyk     | Gardiens | Leonardo Genoni Reto Berra (10:24, 2e) |                                                              | Arbitrage : Daniel Piechaczek Antonín Jeřábek |
| 12 min           | Pénalités | 14 min                                 |                                                              | Arbitrage : Daniel Piechaczek Antonín Jeřábek |
| 39               | Tirs | 30                                     |                                                              | Arbitrage : Daniel Piechaczek Antonín Jeřábek |

## Champions
| Vainqueurs 2012 de la coupe Spengler |
| ------------------------------------ |
| Drapeau du Canada                    |
| Équipe du Canada Douzième titre      |

## Équipe-type du tournoi
| Position         | Joueur            | Nationalité | Équipe               |
| ---------------- | ----------------- | ----------- | -------------------- |
| Gardien          | Dennis Endras     | Allemande   | Adler Mannheim       |
| Défenseur droit  | Santeri Alatalo   | Finlandaise | HC Davos             |
| Défenseur gauche | Dennis Seidenberg | Allemande   | Adler Mannheim       |
| Attaquant droit  | Patrick Kane      | Américaine  | HC Davos             |
| Centre           | Matt Duchene      | Canadienne  | Canada               |
| Attaquant gauche | Julien Sprunger   | Suisse      | HC Fribourg-Gottéron |

## Statistique

### Tableau des pointeurs
| Joueur           | Équipe               | Matches joués | Buts | Aides | Points |
| ---------------- | -------------------- | ------------- | ---- | ----- | ------ |
| Julien Sprunger  | HC Fribourg-Gottéron | 4             | 3    | 2     | 5      |
| Patrice Bergeron | Canada               | 4             | 1    | 4     | 5      |
| Andreï Bykov     | HC Fribourg-Gottéron | 4             | 1    | 4     | 5      |
| Patrick Kane     | HC Davos             | 5             | 4    | 1     | 5      |
| Joe Thornton     | HC Davos             | 5             | 2    | 3     | 5      |